# Parque Corredor
Parque Corredor es un centro comercial y de ocio situado en Torrejón de Ardoz, (Comunidad de Madrid, España), a unos 19 kilómetros de la capital.

## Historia
Su construcción comenzó en verano de 1994, y se inauguró en marzo de 1996.
El 2 de febrero de 2018 la joint venture formada por Redevco Ares se hizo con el 70 % del centro comercial comprando sus participaciones a la Sareb, El Corte Inglés, Aermont y Bowling, entre otros copropietarios, y pagando por esta participación 140 millones de euros. Redevco Ares tiene la autorización de la comunidad de propietarios para realizar reformas de modernización del centro por importe de 40 millones de euros. 
El 3 de octubre de 2019 Parque Corredor a través de sus cuentas de Instagram y Facebook lanzó un comunicado diciendo que la empresa Inditex abriría de nuevo en el centro su bunque insignia Zara un local de más de 4000 metros cuadrados convirtiéndose así en la tercera tienda Zara más grande del mundo. 
En junio del 2021 Ikea firmó con Redevco Ares el arrendamiento de un local de 9 000 metros cuadros en el centro comercial. Así aterrizaría Ikea la primera tienda en España en formato store XS. 

## Características
Con una superficie bruta alquilada de 123 000 metros cuadrados, está considerado como uno de los centros comerciales más grandes de la Comunidad de Madrid y es el más grande de la zona este y del Corredor del Henares.[cita requerida]
Tiene una gran zona comercial además de un hipermercado Alcampo, así como una zona de ocio con nueve salas de cine gestionadas por Yelmo Cines (Cinépolis) junto a la zona de restauración. El parque corredor dispone de 180 tiendas[cita requerida]. 

## Accesos

### Por carretera
- Desde Madrid

A-2 sentido Zaragoza desde la zona que necesite, salida 18 dirección Ajalvir.
- Desde Alcalá de Henares

De la misma forma que desde Madrid, pero salida 20 dirección Ajalvir.

### En autobús
| Línea | Recorrido                                          |
| ----- | -------------------------------------------------- |
| 215   | Torrejón de Ardoz - Paracuellos de Jarama          |
| 251   | Torrejón de Ardoz – Valdeavero - Alcalá de Henares |
| 252   | Torrejón de Ardoz – Daganzo - Alcalá de Henares    |
| 4     | Torrejón de Ardoz - Parque Corredor                |

## Horarios de apertura
- De lunes a domingo todo el año: Locales comerciales de 10 a 22 H (domingos de 11 a 22h), Hipermercado de 9 a 22 H, Restauración de 9 a 1 H y Ocio y Cines de 16 a 3 H.